# Makoto Ninomiya
Makoto Ninomiya (二宮 真琴, Ninomiya Makoto), née le 28 mai 1994 à Hiroshima, est une joueuse de tennis japonaise, professionnelle depuis le début des années 2010.

## Carrière
Spécialiste du double, elle évolue d'abord principalement sur le circuit ITF où elle remporte un titre en simple et 21 titres en double.
En 2016, elle remporte son premier titre en double sur le circuit WTA à Tokyo avec sa compatriote Shuko Aoyama.
Elle parvient ensuite en finale du double de Roland-Garros 2018 avec sa partenaire Eri Hozumi.

## Palmarès

### Titres en double dames
| No | Date       | Nom et lieu du tournoi                          | Catégorie | Dotation  | Surface      | Partenaire        | Finalistes                            | Score             |          |
| -- | ---------- | ----------------------------------------------- | --------- | --------- | ------------ | ----------------- | ------------------------------------- | ----------------- | -------- |
| 1  | 12-09-2016 | Japan Women's Open Tokyo                        | Intern'l  | 250 000 $ | Dur (ext.)   | Shuko Aoyama      | Jocelyn Rae Anna Smith                | 6-3, 6-3          | Parcours |
| 2  | 17-09-2018 | Pan Pacific Open Tokyo                          | Premier   | 890 100 $ | Dur (ext.)   | Miyu Kato         | Andrea Hlaváčková Barbora Strýcová    | 6-4, 6-4          | Parcours |
| 3  | 06-06-2021 | Nottingham Open Nottingham                      | WTA 250   | 235 238 $ | Gazon (ext.) | Lyudmyla Kichenok | Caroline Dolehide Storm Sanders       | 6-4, 6-7, [10-8]  | Parcours |
| 4  | 10-01-2022 | Adélaïde International 2 Adélaïde               | WTA 250   | 239 477 $ | Dur (ext.)   | Eri Hozumi        | Tereza Martincová Markéta Vondroušová | 1-6, 7-64, [10-7] | Parcours |
| 5  | 15-05-2022 | GP SAR La Princesse Lalla Meryem Rabat          | WTA 250   | 251 750 $ | Terre (ext.) | Eri Hozumi        | Monica Niculescu Alexandra Panova     | 6-77, 6-3, [10-8] | Parcours |
| 6  | 19-06-2022 | Bad Homburg Open by Engel & Völkers Bad Homburg | WTA 250   | 251 750 $ | Gazon (ext.) | Eri Hozumi        | Alicja Rosolska Erin Routliffe        | 6-4, 65-7, [10-5] | Parcours |
| 7  | 28-10-2024 | Hong Kong tennis Open Hong Kong                 | WTA 250   | 267 082 $ | Dur (ext.)   | Ulrikke Eikeri    | Shuko Aoyama Eri Hozumi               | 6-4, 4-6, [11-9]  | Parcours |
| 8  | 14-07-2025 | MSC Hamburg Ladies Open Hambourg                | WTA 250   | 275 094 $ | Terre (ext.) | Nadiia Kichenok   | Anna Bondár Arantxa Rus               | 6-4, 3-6, [11-9]  | Parcours |
| 9  | 21-07-2025 | Livesport Prague Open 2025 Prague               | WTA 250   | 275 094 $ | Dur (ext.)   | Nadiia Kichenok   | Lucie Havlíčková Laura Samson         | 1-6, 6-4, [10-7]  | Parcours |

### Finales en double dames
| No | Date       | Nom et lieu du tournoi                        | Catégorie | Dotation      | Surface      | Vainqueures                           | Partenaire        | Score              |          |
| -- | ---------- | --------------------------------------------- | --------- | ------------- | ------------ | ------------------------------------- | ----------------- | ------------------ | -------- |
| 1  | 01-08-2016 | Jiangxi Women's Open Nanchang                 | Intern'l  | 250 000 $     | Dur (ext.)   | Liang Chen Lu Jing-Jing               | Shuko Aoyama      | 3-6, 7-62, [13-11] | Parcours |
| 2  | 27-02-2017 | Malaysian Open Kuala Lumpur                   | Intern'l  | 250 000 $     | Dur (ext.)   | Ashleigh Barty Casey Dellacqua        | Nicole Melichar   | 7-65, 6-3          | Parcours |
| 3  | 07-01-2018 | Hobart International Hobart                   | Intern'l  | 250 000 $     | Dur (ext.)   | Elise Mertens Demi Schuurs            | Lyudmyla Kichenok | 6-2, 6-2           | Parcours |
| 4  | 27-05-2018 | Roland-Garros Paris                           | G. Chelem | 2 454 000 € $ | Terre (ext.) | Barbora Krejčíková Kateřina Siniaková | Eri Hozumi        | 6-3, 6-3           | Parcours |
| 5  | 10-09-2018 | Japan Women's Open Hiroshima                  | Intern'l  | 226 750 $     | Dur (ext.)   | Eri Hozumi Zhang Shuai                | Miyu Kato         | 6-2, 6-4           | Parcours |
| 6  | 19-04-2021 | Tournoi de tennis d'Istanbul Istanbul         | WTA 250   | 235 238 $     | Terre (ext.) | Veronika Kudermetova Elise Mertens    | Nao Hibino        | 6-1, 6-1           | Parcours |
| 7  | 23-05-2021 | Internationaux de Strasbourg Strasbourg       | WTA 250   | 235 238 $     | Terre (ext.) | Alexa Guarachi Desirae Krawczyk       | Yang Zhaoxuan     | 6-2, 6-3           | Parcours |
| 8  | 22-08-2021 | Chicago Open Chicago                          | WTA 250   | 235 238 $     | Dur (ext.)   | Nadiia Kichenok Raluca Olaru          | Lyudmyla Kichenok | 7-66, 5-7, [10-8]  | Parcours |
| 9  | 18-09-2023 | Galaxy Holding Group Guangzhou Open Guangzhou | WTA 250   | 259 303 $     | Dur (ext.)   | Guo Hanyu Jiang Xinyu                 | Eri Hozumi        | 6-3, 7-64          | Parcours |
| 10 | 25-09-2023 | Toray Pan Pacific Open Tokyo                  | WTA 500   | 780 637 $     | Dur (ext.)   | Ulrikke Eikeri Ingrid Neel            | Eri Hozumi        | 3-6, 7-5, [10-5]   | Parcours |
| 11 | 16-10-2023 | Jiangxi Open Nanchang                         | WTA 250   | 259 303 $     | Dur (ext.)   | Laura Siegemund Vera Zvonareva        | Eri Hozumi        | 6-4, 6-2           | Parcours |

### Titres en double en WTA 125
| No | Date       | Nom et lieu du tournoi           | Catégorie | Dotation  | Surface      | Partenaire   | Finalistes                             | Score     |          |
| -- | ---------- | -------------------------------- | --------- | --------- | ------------ | ------------ | -------------------------------------- | --------- | -------- |
| 1  | 02-05-2022 | Open 35 de Saint-Malo Saint-Malo | WTA 125   | 115 000 $ | Terre (ext.) | Eri Hozumi   | Estelle Cascino Jessika Ponchet        | 7-61, 6-1 | Parcours |
| 2  | 28-04-2025 | Open 35 de Saint-Malo Saint-Malo | WTA 125   | 115 000 $ | Terre (ext.) | Maia Lumsden | Oksana Kalashnikova Angelica Moratelli | 7-5, 6-2  | Parcours |

### Finale en double en WTA 125
| No | Date       | Nom et lieu du tournoi       | Catégorie | Dotation  | Surface    | Vainqueures                          | Partenaire | Score            |          |
| -- | ---------- | ---------------------------- | --------- | --------- | ---------- | ------------------------------------ | ---------- | ---------------- | -------- |
| 1  | 30-09-2024 | Hong Kong 125 Open Hong Kong | WTA 125   | 115 000 $ | Dur (ext.) | Monica Niculescu Elena-Gabriela Ruse | Nao Hibino | 6-3, 5-7, [10-5] | Parcours |

## Parcours en Grand Chelem

### En simple
N'a jamais participé à un tableau final.

### En double dames
| 2016 | 1er tour (1/32) S. Aoyama \|\| style="text-align:left;" \| A. Hlaváčková L. Hradecká    | —                                                                                     | —                                                                                    | 2e tour (1/16) S. Aoyama \|\| style="text-align:left;" \| T. babos Y. Shvedova            | 1er tour (1/32) S. Aoyama \|\| style="text-align:left;" \| B. Mattek-Sands L. Šafářová   |
| 2017 | 1er tour (1/32) S. Aoyama \|\| style="text-align:left;" \| E. Makarova E. Vesnina       | —                                                                                     | —                                                                                    | 1/2 finale R. Voráčová \|\| style="text-align:left;" \| Chan H.-c. M. Niculescu           | 1er tour (1/32) R. Voráčová \|\| style="text-align:left;" \| L. Kichenok B. Krejčíková   |
| 2018 | 1er tour (1/32) L. Kichenok \|\| style="text-align:left;" \| L. Kerkhove L. Marozava    | Finale E. Hozumi                                                                      | B. Krejčíková K. Siniaková                                                           | 1er tour (1/32) Kalashnikova \|\| style="text-align:left;" \| A. Rodionova M. Zanevska    | 1er tour (1/32) M. Kato \|\| style="text-align:left;" \| N. Broady D. Collins            |
| 2019 | 1er tour (1/32) M. Kato \|\| style="text-align:left;" \| N. Hibino D. Krawczyk          | 1er tour (1/32) E. Hozumi \|\| style="text-align:left;" \| D. Krawczyk J. Pegula      | 2e tour (1/16) R. Voráčová \|\| style="text-align:left;" \| Duan Y.-Y. Zheng S.      | 1er tour (1/32) E. Hozumi \|\| style="text-align:left;" \| A. Guarachi B. Pera            |                                                                                          |
| 2020 | 2e tour (1/16) N. Hibino \|\| style="text-align:left;" \| M. Doi M. Niculescu           | 1er tour (1/32) N. Hibino \|\| style="text-align:left;" \| K. Peschke D. Schuurs      | Annulé                                                                               | Annulé                                                                                    | 1er tour (1/16) N. Hibino \|\| style="text-align:left;" \| A. Blinkova V. Kudermetova    |
| 2021 | 1er tour (1/32) S. Santamaria \|\| style="text-align:left;" \| L. Kichenok J. Ostapenko | 2e tour (1/16) Yang Z. \|\| style="text-align:left;" \| P. Martić S. Rogers           | 2e tour (1/16) L. Kichenok \|\| style="text-align:left;" \| A. Muhammad J. Pegula    | 1er tour (1/32) L. Kichenok \|\| style="text-align:left;" \| G. Minnen A. Van Uytvanck    |                                                                                          |
| 2022 | 2e tour (1/16) E. Hozumi \|\| style="text-align:left;" \| C. Dolehide S. Sanders        | 1er tour (1/32) E. Hozumi \|\| style="text-align:left;" \| A. Danilina B. Haddad Maia | —                                                                                    | —                                                                                         | 1er tour (1/32) E. Hozumi \|\| style="text-align:left;" \| K. Flipkens S. Sorribes Tormo |
| 2023 | 2e tour (1/16) C. Bucșa \|\| style="text-align:left;" \| Chan H-c. Yang Z.              | 1er tour (1/32) M. Niculescu \|\| style="text-align:left;" \| T. Babos A. Danilina    | 1er tour (1/32) C. Bucșa \|\| style="text-align:left;" \| V. Azarenka B. Haddad Maia | 1er tour (1/32) S. Santamaria \|\| style="text-align:left;" \| B. Krejčíková K. Siniaková |                                                                                          |
| 2024 | 2e tour (1/16) E. Hozumi \|\| style="text-align:left;" \| Guo H. Jiang X.               | 2e tour (1/16) E. Hozumi \|\| style="text-align:left;" \| L. Fernandez E. Routliffe   | 2e tour (1/16) Wu F.-h. \|\| style="text-align:left;" \| H. Baptiste A. Parks        | 2e tour (1/16) Jiang X. \|\| style="text-align:left;" \| L. Kichenok J. Ostapenko         |                                                                                          |
| 2025 | 2e tour (1/16) U. Eikeri \|\| style="text-align:left;" \| K. Birrell O. Gadecki         | 2e tour (1/16) Tang Q. \|\| style="text-align:left;" \| C. Garcia D. Parry            | 1er tour (1/32) U. Eikeri \|\| style="text-align:left;" \| K. Birrell M. Joint       |                                                                                           |                                                                                          |

N.B. : le nom de la partenaire se trouve sous le résultat ; les noms des ultimes adversaires se trouvent à droite.

### En double mixte
| Année | Open d'Australie                                                                      | Open d'Australie                                                                    | Internationaux de France                                                             | Internationaux de France                                                                    | Wimbledon                                                                           | Wimbledon | US Open | US Open |
| ----- | ------------------------------------------------------------------------------------- | ----------------------------------------------------------------------------------- | ------------------------------------------------------------------------------------ | ------------------------------------------------------------------------------------------- | ----------------------------------------------------------------------------------- | --------- | ------- | ------- |
| 2017  | —                                                                                     | —                                                                                   | —                                                                                    | —                                                                                           | 2e tour (1/16) Y. Watanuki \|\| style="text-align:left;" \| S. Mirza I. Dodig       | —         | —       |         |
| 2018  | —                                                                                     | —                                                                                   | 1er tour (1/16) B. McLachlan \|\| style="text-align:left;" \| L. Chan I. Dodig       | 1er tour (1/32) A. Molteni \|\| style="text-align:left;" \| A. Parra Santonja A-U-H Qureshi | 1er tour (1/16) B. McLachlan \|\| style="text-align:left;" \| A. Rosolska N. Mektić |           |         |         |
| 2019  | 1er tour (1/16) B. McLachlan \|\| style="text-align:left;" \| J. Moore A. Whittington | 1er tour (1/16) A. Sitak \|\| style="text-align:left;" \| N. Kichenok A-U-H Qureshi | 2e tour (1/16) A. Molteni \|\| style="text-align:left;" \| J. Ostapenko R. Lindstedt | —                                                                                           | —                                                                                   |           |         |         |
| 2022  | 1/4 de finale A-U-H Qureshi \|\| style="text-align:left;" \| L. Hradecká G. Escobar   | —                                                                                   | —                                                                                    | —                                                                                           | —                                                                                   | —         | —       |         |
| 2023  | 2e tour (1/8) A. Behar \|\| style="text-align:left;" \| S. Mirza R. Bopanna           | —                                                                                   | —                                                                                    | —                                                                                           | —                                                                                   |           |         |         |

N.B. : le nom du partenaire se trouve sous le résultat ; les noms des ultimes adversaires se trouvent à droite.

## Parcours aux Jeux olympiques

### En double dames
| # | Date       | Nom de l'olympiade         | Surface    | Résultat        | Partenaire | Ultimes adversaires          | Score    |          |
| - | ---------- | -------------------------- | ---------- | --------------- | ---------- | ---------------------------- | -------- | -------- |
| 1 | 31/07/2021 | Olympic Tennis Event Tokyo | Dur (ext.) | 1er tour (1/16) | Nao Hibino | Ashleigh Barty Storm Sanders | 6-1, 6-2 | Parcours |

## Parcours en Fed Cup
| #                                                           | Date       | Lieu       | Surface    | Gagnante(s)                                       | Perdante(s)               | Score    |          |
|                                                             |            |            |            |                                                   |                           |          |          |
| 2019 - 1er tour (groupe mondial II) - Japon - Espagne - 2-3 |            |            |            |                                                   |                           |          |          |
| 1                                                           | 09/02/2019 | Kitakyūshū | Dur (int.) | Georgina García Pérez María José Martínez Sánchez | Miyu Kato Makoto Ninomiya | 6-1, 6-3 | Parcours |

## Classements WTA en fin de saison
| Année          | 2011 | 2012 | 2013 | 2014 | 2015 | 2016 | 2017 | 2018 | 2019 | 2020 | 2021 | 2022 | 2023 | 2024 |
| Rang en simple | 1061 | 359  | 632  | 589  | 310  | 388  | 507  | 695  | –    | 883  | 772  | 1070 | –    | 1094 |
| Rang en double | –    | 195  | 226  | 187  | 100  | 61   | 46   | 20   | 59   | 66   | 47   | 39   | 49   | 53   |

Source : (en) Classements de Makoto Ninomiya sur le site officiel de la Fédération internationale de tennis